# 勝木元也
勝木 元也（かつき もとや、1943年1月1日 - 2024年12月3日 ）は、日本の分子生物学者。元基礎生物学研究所所長。元東京大学医科学研究所教授。総合研究大学院大学名誉教授。父は医師で九州大学名誉教授の勝木司馬之助。岳父（妻の父）は医師で慶應義塾大学名誉教授の佐々木正五。

## 略歴
- 1943年 福岡県生まれ
- 1962年 福岡県立修猷館高等学校卒業[1]
- 1966年 東京大学理学部卒業
- 1969年 東京大学大学院理学系研究科修士課程修了
- 1972年 九州大学大学院理学研究科博士課程単位取得退学
- 1974年 慶應義塾大学医学部助手
- 1980年 実験動物中央研究所発生工学研究室室長
- 1982年 米国ジャクソン研究所訪問研究員
- 1984年 東海大学医学部細胞生物学助教授
- 1988年 同DNA生物学教室教授
- 1992年 九州大学生体防御医学研究所細胞学部門教授
- 1996年 東京大学医科学研究所ヒト疾患モデル研究センター教授
- 2001年 岡崎国立共同研究機構（現・自然科学研究機構）基礎生物学研究所所長（～2007年）[2]
- 2004年 自然科学研究機構理事
- 2008年 基礎生物学研究所名誉教授